# Diode à pointe
 (septembre 2015).
Si vous disposez d'ouvrages ou d'articles de référence ou si vous connaissez des sites web de qualité traitant du thème abordé ici, merci de compléter l'article en donnant les références utiles à sa vérifiabilité et en les liant à la section « Notes et références ».

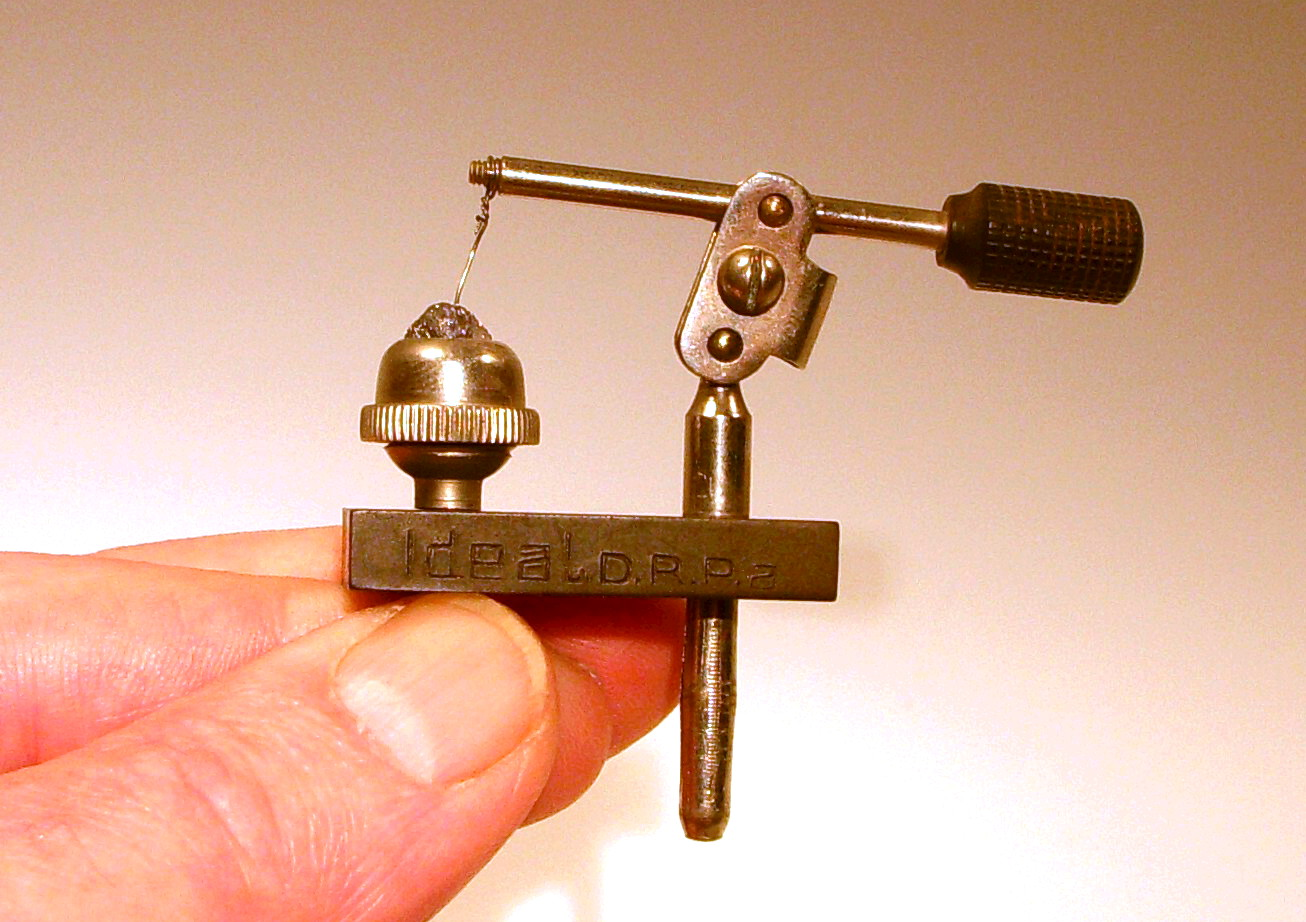
Exemple de détecteur à galène ou à pyrite destiné à la réception radio.

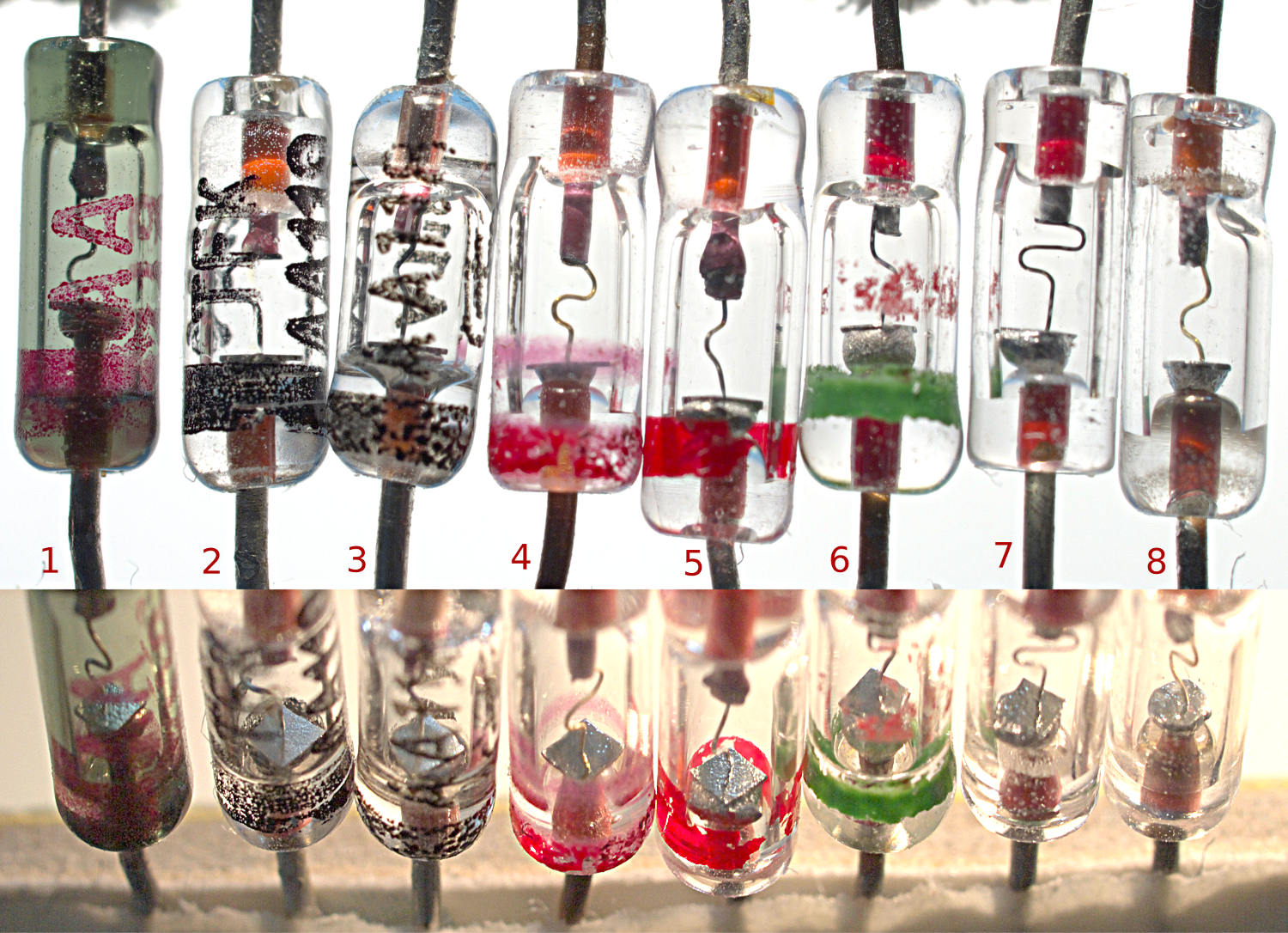
Diodes au germanium à pointe.

Une diode à pointe est un type de diode composé d'un bloc de matériau semi-conducteur placé en contact avec une pointe d'un matériau métallique.
Les diodes à pointe ont été utilisées comme détecteurs pour la réception des signaux radio et radar. Elles ont une tension de seuil très faibles .

## Principe
Du fait de la jonction entre le semi-conducteur et le métal, une diode à pointe est une forme de diode Schottky . Le bloc est un semi-conducteur dopé n ; la migration d'une petite partie du métal de la pointe crée une petite zone semi-conductrice dopée p près du contact.

## Historique
L'effet est découvert en 1874 par Karl Ferdinand Braun avec un cristal de galène ; il est utilisé, à partir du début du XXe siècle, comme élément de détection du signal radio dans les récepteurs à galène.
Greenleaf Whittier Pickard constate que la meilleure réception est obtenue lorsqu'une simple pointe métallique est appliquée sur le bloc semi-conducteur, concept qu'il brevète en 1906,,. Les diodes à pointe utilisées dans les récepteurs radio nécessitent alors de tâtonner, en déplaçant la pointe, pour trouver la meilleure réception.